# Agepsta
Agepsta (georgiska: აგეფსთა; ryska: Агепста) är ett berg på gränsen mellan Abchazien i nordvästra Georgien och Krasnodar kraj i sydvästra Ryssland. Med en topp som når 3 256 meter över havet, är Agepsta det högsta berget i Gagrabergen, en kedja som ingår i Stora Kaukasus.